# Pontos extremos da Suíça

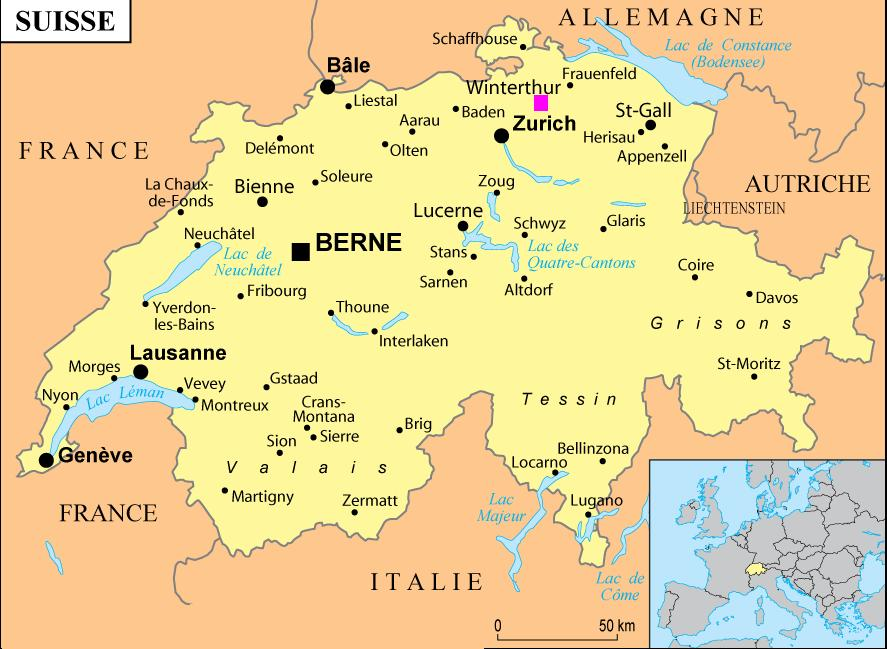
Mapa com as principais cidades da Suíça.

Lista dos pontos extremos da Suíça, com os locais mais a norte, sul, leste e oeste e, também, o ponto mais alto e o mais baixo.

## Latitude e longitude
- Ponto mais setentrional: Bargen, no cantão de Schaffhausen (47° 48′ 29,75″ N, 8° 34′ 04,43″ L)
- Ponto mais meridional: Chiasso, no cantão de Tessino (45° 49′ 04,91″ N, 9° 00′ 59,34″ L)
- Ponto mais ocidental: Chancy, no cantão de Genebra (46° 07′ 56,07″ N, 5° 57′ 22,69″ L)
- Ponto mais oriental: Müstair, no cantão de Grisões (46° 36′ 46″ N, 10° 29′ 31″ L)

## Altitude
- Ponto mais alto: Pico Dufour, no cantão de Valais, 4 634 m (45° 56′ 12″ N, 7° 52′ 00″ L)
- Ponto mais baixo: Lago Maior, no cantão de Tessino, 195 m (46° 08′ N, 8° 48′ L)